# 夢物語 (タッキー&翼の曲)
「夢物語」（ゆめものがたり）は、タッキー&翼の2枚目のシングル。2003年11月12日にavex traxから発売された。

## 概要
前作に引き続きオリンパスCMソング。本作ではグループ初のオリコンシングルチャート1位を獲得し、同チャートでは4か月近くチャートインし続けるロングヒットとなった。
初回盤と通常盤ではジャケット違い。初回盤にはタイトル曲のそれぞれのパートをカラオケにしたものを収録し、本作以降も続けられる試みとなっている。通常盤には代わりに新曲を追加収録し、タイトル曲のほかカップリングを計3曲収録と当時のJ-POPでは比較的多めの構成となっている。
本作のヒットにより、作詞・作曲者の羽場仁志は、本作以降も同グループのシングル曲を定期的に手掛けている。

## 収録曲

### 初回盤収録曲
1. 夢物語 （作詞・作曲：羽場仁志、編曲：安部潤）
オリンパス『μデジタル』CMソング。
2. 風の詩 （作詞：六ツ見純代、作曲：UZA、編曲：久米康隆）
今井翼ソロ曲。
3. IT'S ONLY DREAM （作詞：MIZUE・オオヤギヒロオ、作曲・編曲：オオヤギヒロオ）
滝沢秀明ソロ曲。
4. 夢物語 〜TAKIZAWA PART VERSION〜
5. 夢物語 〜TSUBASA PART VERSION〜
6. 夢物語 〜karaoke〜

### 通常盤収録曲
1. 夢物語
2. 風の詩
3. IT'S ONLY DREAM
4. ひと夏の… （作詞：小幡英之、作曲：森元康介、編曲：髙見優）
5. 夢物語 〜karaoke〜

## 収録アルバム
- Twenty Two（#1）
- Two You Four You（#1）
  - クリスマスバージョンを収録。
- タキツバベスト（#1）
- TEN（#1）
  - 10th PAST盤・PRESENT盤のDISC2に収録。
- Thanks Two you（#1-2-3-4(通常盤)）
  - #2, 3はあなたの名前入りコンプリート盤のみ収録。

## 映像作品
夢物語
- DREAM BOY
  - 滝沢がソロで披露
- 滝翼春魂
- TSUBASA IMAI 翼魂
  - 今井がソロで披露
- Hideaki Takizawa 2005 concert 〜ありがとう2005年さようなら〜
  - 滝沢がソロで披露
- タキツバCLIPS（PV映像）
- Tackey & Tsubasa Premium Live DVD -5th Anniversary Special Package-
- ☆Dance and Rock★ TSUBASA IMAI Tour'09
  - 今井がソロで披露
- CONCERT TOUR 2010 滝翼祭
- TSUBASA IMAI LHTOUR 2011 Dance&Rock Third Floor〜DiVelN to SExaLiVe（特典映像に滝沢が乱入した形で披露）
- TACKEY SUMMER “LOVE” CONCERT2012
  - 滝沢がソロで披露
- Youは何しに？タッキー＆翼CONCERT そこにタキツバが私を待っている 正月は東京・大阪へ

風の詩
- Tsubasa Imai 1st tour 23 to 24
- ☆Dance and Rock★ TSUBASA IMAI Tour'09

ひと夏の…
- DREAM BOY
  - 滝沢がソロで披露
- 滝翼春魂
- TSUBASA IMAI 翼魂
  - 今井がソロで披露
- Tackey & Tsubasa Premium Live DVD -5th Anniversary Special Package-
- LIVE TOUR 2011 OUR FUTURE
- TACKEY SUMMER “LOVE” CONCERT2012
  - 滝沢がソロで披露